# Archipiélago de San Andrés, Providencia y Santa Catalina
El archipiélago de San Andrés, Providencia y Santa Catalina (en inglés y criollo sanandresano: Archipelago of San Andrés, Providencia and Santa Catalina) es uno de los treinta y dos departamentos de Colombia. Su capital es San Andrés. Está ubicado al oeste del mar Caribe (océano Atlántico) en Centroamérica, a 775 km (480 millas náuticas) al noroeste del litoral Caribe continental de Colombia, y a 220 km (140 millas náuticas) de las costas orientales de Nicaragua. Con 52 km² es el departamento menos extenso del país, con unos 65 663 habitantes en 2023, el tercero menos poblado, por delante de Vaupés y Guainía,  y con 1262 hab/km², el más densamente poblado; esto ubica a las islas en una delicada situación de recursos sostenibles.
Es el único departamento insular de Colombia y además de San Andrés, la mayor isla del país, se compone de otras islas, cayos e islotes sobre la plataforma volcánica del occidente del mar de las Antillas. El 23 de junio de 1822 se izó la bandera de la entonces República de la Gran Colombia en la isla de Providencia, y el 21 de julio siguiente se hizo lo mismo en la isla de San Andrés, fecha en la cual el archipiélago fue admitido dentro de la conformación territorial de la nueva nación según lo dispuesto en la Constitución de Cúcuta. Las lenguas principales habladas en el territorio son el criollo sanadresano, el español y el inglés.

## Historia

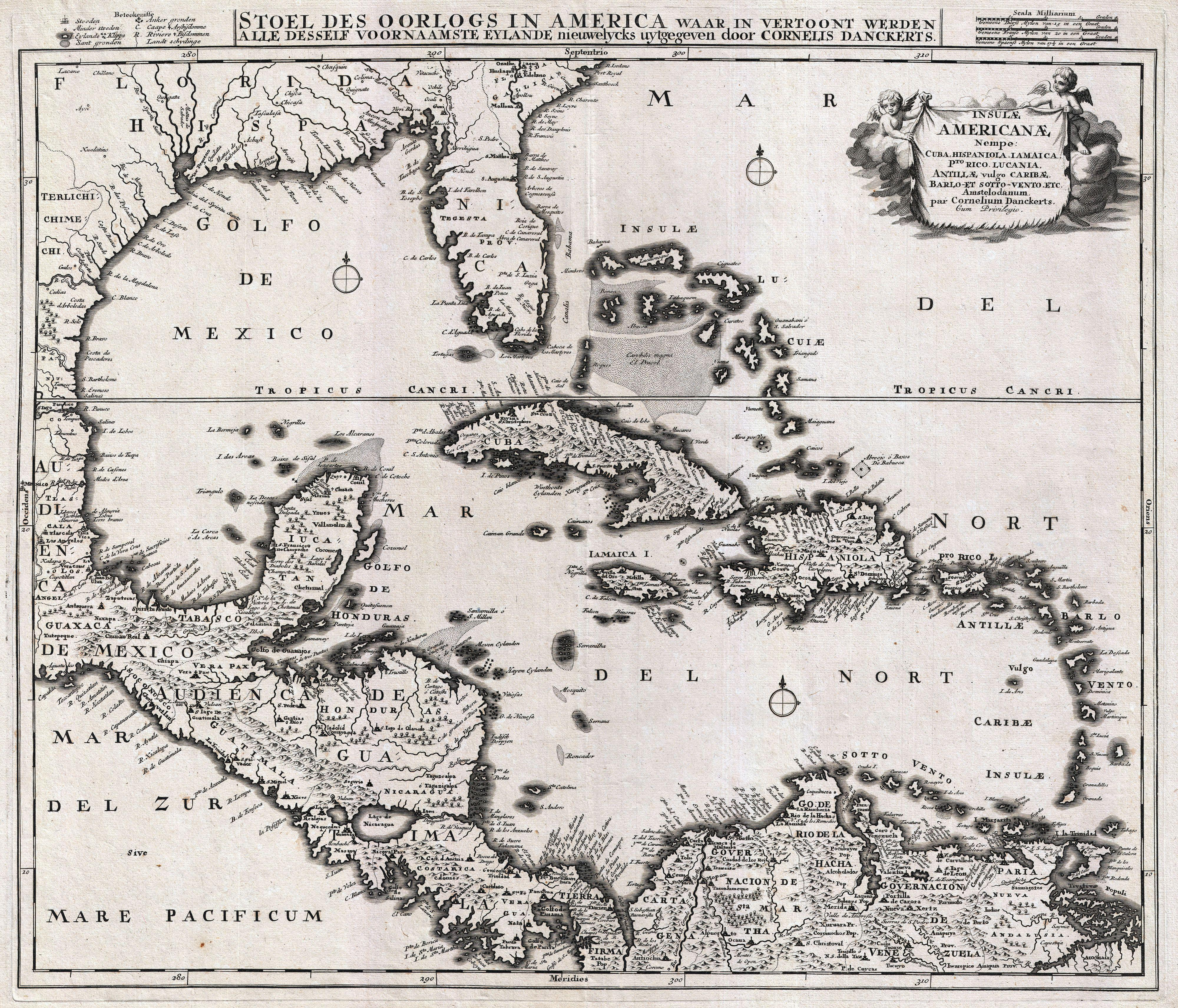
El mar Caribe hacia 1696; el archipiélago aparece hacia el borde inferior de la imagen.

### Época precolombina
La lejanía de la pequeña proporción de terrenos habitables de las islas, apartados más de 200 kilómetros de las costas continentales centroamericanas, sumado a lo complicado de la navegación debido a las corrientes marinas, impidió que en la época precolombina se desplazaran a estos territorios poblaciones indígenas que pudieran establecer algún poblado o establecimiento permanente.

### Virreinato

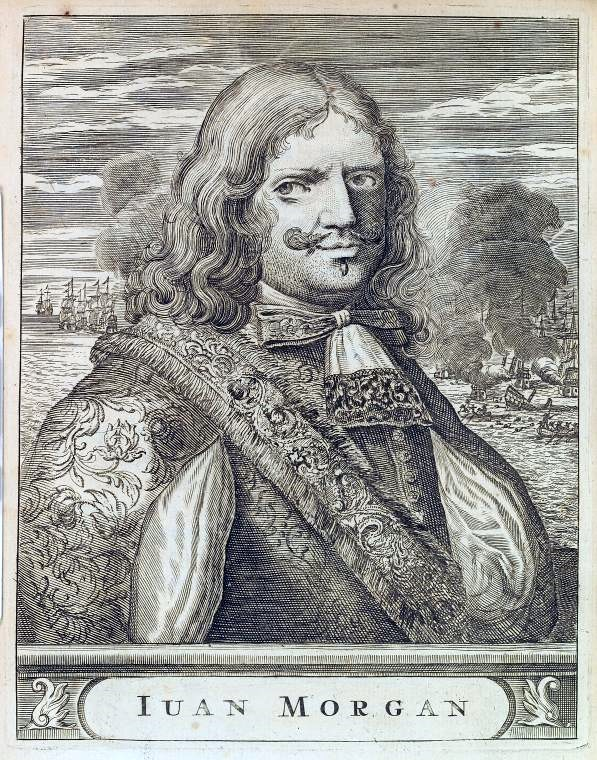
Henry Morgan, pirata galés que tuvo sus bases militares en San Andrés, con el respaldo del gobernador de Jamaica y la Corona británica en contra de España.

Se presume que las islas fueron vistas por Cristóbal Colón durante su cuarto viaje en 1502, si bien no existen evidencias que confirmen ese dato. En 1510 España tomó posesión oficial de las islas, pero no promovió asentamientos en ellas, puesto que los conquistadores estaban ocupados en someter las áreas continentales. Las islas fueron puestas bajo la administración de la Real Audiencia de Panamá, pero en 1544 la Corona las pone bajo jurisdicción de la Capitanía General de Guatemala. El archipiélago apareció señalado por primera vez en una Carta Universal de autoría anónima datada en 1527 y en el Mapa de Rotz de 1542. Entre 1629 y 1630 se datan los primeros asentamientos europeos en el archipiélago propiciados por la Compañía de la Isla de Providencia. Se trataba de colonos neerlandeses e ingleses que llegaron de Bermudas y Barbados entre otros y que se asentaron en Santa Catalina y Providencia principalmente, asignándoles los nombres Henrietta (San Andrés) y Providence (Providencia y Santa Catalina).
Entre las décadas de 1670 y 1680 Henry Morgan (conocido popularmente como el Pirata Morgan) y Eduard Mansvelt tuvieron sus base de operaciones en San Andrés; las islas entonces formaron parte de las colonias inglesas en el Nuevo Mundo. En 1775 el capitán general de Guatemala, Don Bernardo Troncoso, delegó al teniente irlandés Tomás O'Neille con la misión de expulsar a los ingleses y holandeses del archipiélago, bajo autoridad del virrey Antonio Caballero y Góngora. Mientras tanto, la producción y exportación de algodón estaba en su auge y España comenzó a interesarse por las islas. Las relaciones entre España e Inglaterra mejoraron posteriormente y para 1786 se firmaron tratados que exigían la salida de todos los súbditos ingleses de la Costa de Mosquitos. Muchos salieron, pero la gran mayoría pidió permanecer a cambio de rendir tributo a las autoridades españolas. O'Neille solicitó que el archipiélago fuera puesto bajo jurisdicción del Virreinato de Nueva Granada, acto que se dio el 20 de noviembre de 1803, en el cual la Corona española emitió una cédula real que puso al archipiélago de San Andrés y la Costa de Mosquitos desde el Cabo Gracias a Dios hacia el río Chagres bajo jurisdicción de la Real Audiencia de Santafé de Bogotá y concedió al gobernador Tomas O'Neille un sueldo de dos mil pesos fuertes anuales.

### Independencia

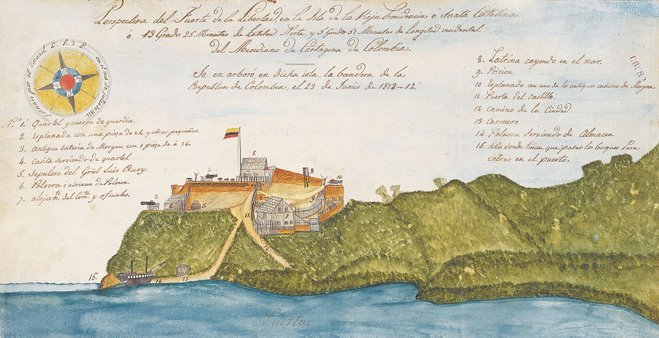
El fuerte de Luis Aury en Providencia.

Durante la Guerra de la Independencia, las islas que hasta entonces seguían leales a la Corona española continuaron sus relaciones comerciales y de autoridad con la sede virreinal provisional que, sin embargo, perdió rápidamente la capacidad de controlar los incendiarios avances de la emancipación de la América española. Entre 1818 y 1821 el corsario francés Luis Aury (1788-1821) tomó las islas y se puso al servicio de las tropas de Simón Bolívar. El 23 de junio de 1822 se izó por primera vez la bandera de la Gran Colombia en las islas, y los cabildos de San Andrés y Providencia firmaron su adhesión a la Constitución de Cúcuta después de la visita de Luis Perú de Lacroix. Las cinco islas principales se convirtieron en el sexto cantón de la Provincia de Cartagena en 1822.

### SigloXIX
El archipiélago estuvo bastante olvidado durante los primeros ciento cuarenta años de la República. Sus nexos más cercanos se daban con las demás islas del Caribe angloparlante y con Panamá; uno de los primeros actos que se dieron en las islas fue la declaración de San Andrés como puerto franco y la abolición de la esclavitud, lo que provocó un exitoso movimiento alfabetizador dirigido por el pastor antiesclavista Philip Beekman Livingston.
Otro hecho tras la independencia fue el reconocimiento de los territorios costeros sobre el mar Caribe a Costa Rica de acuerdo con la Real Cédula de 1573. Ello como estrategia política pues se los británicos habían demostrado gran interés por Centroamérica, lo cual se expresa claramente en un texto de Tomás Cipriano de Mosquera fechado en 1852 y citado en uno de sus textos académicos por la historiadora y doctora en estudios sobre América Latina de la Universidad de Toulouse, Lucía Duque Muñoz, lo siguiente:

El límite de la Nueva Granada sigue la costa del Atlántico hasta el cabo de Gracias a Dios, comprendiéndose en esta costa los territorios de las provincias de Riohacha, Cartagena, Panamá y Veraguas, y el territorio de las Bocas del Toro, que comprende la Mosquitia y costa de San Juan de Nicaragua en donde Gran Bretaña, hollando los derechos de la América quiere sostener á un zambo como soberano de un país cuyo dominio reconoció a la España por tratados públicos. La Nueva Granada ha ofrecido a las Repúblicas de Nicaragua y Costa Rica entrar en arreglos para cederles parte de los derechos que tomó de la España con su independencia, y es probable que limite sus pretensiones hasta el rio Culebra ó Dorces. De este punto continúan los límites de la Nueva Granada por la cordillera que divide la provincia de Chiriquí de la República de Costa Rica, hasta dar en la punta de Burica o golfo Dulce en el Pacífico, cuyo punto preciso está por determinarse en las dos Repúblicas.

El archipiélago perteneció al Estado Soberano de Bolívar hasta 1866 cuando fue cedido al Gobierno central para que fuera administrado directamente por este. En 1868 se creó el Territorio de San Andrés y Providencia con el grupo de islas, islotes, cayos y bajos que conforman el archipiélago.

### SigloXX
En septiembre de 1900 el presidente de Francia Émile Loubet dictó un fallo limítrofe entre Colombia y Costa Rica en el que se reconocían como colombianas todas las islas del archipiélago. Dos años más tarde llegaron a San Andrés dos comisionados del Presidente Roosevelt de los Estados Unidos con el fin de inclinar a los isleños para secundar la separación de Panamá, pero sus propuestas fueron rechazadas sin miramientos por los isleños. Después de estos acontecimientos y tras una fuerte campaña liderada por Francis Newball desde el periódico The Searchlight (El Faro), fue aprobada la ley 52 del 26 de octubre de 1912 en la cual se creaba la Intendencia de San Andrés y Providencia separada del Departamento de Bolívar, del cual formaba parte.
Los gobiernos de Colombia y Nicaragua firmaron el 24 de marzo de 1928 el Tratado Esguerra-Bárcenas en el cual el país sudamericano reconocía a Nicaragua la soberanía sobre la Costa de Mosquitos y el país centroamericano reconocía la soberanía de Colombia sobre el Archipiélago de San Andrés, Providencia y Santa Catalina. El 5 de mayo de 1930 se firmó el Protocolo que confirmaba el Tratado de 1928.
El gobierno del general Gustavo Rojas Pinilla declaró a San Andrés Puerto libre en 1953, lo cual transformaría la isla en centro comercial y turístico. Ello también motivó la llegada de numerosas personas procedentes de la Colombia continental. En 1972 los Estados Unidos renunciaron a sus pretensiones sobre los Cayos Roncador, Serrana y Quitasueño, por lo cual Colombia ejerce soberanía de los mismos como parte del archipiélago. En el mismo año Nicaragua emite su primera protesta por la interpretación desventajosa para dicho país que le daba Colombia al Tratado Esguerra-Bárcenas; en 1980 el entonces presidente de Nicaragua, Daniel Ortega, denunció dicho Tratado y anunció que llevaría el caso ante la Corte Internacional de Justicia de La Haya para probar que el archipiélago correspondía a la soberanía de su país, argumentando que la negociación real de dicho acuerdo se dio entre Estados Unidos y Colombia, forzando en cierta manera a Nicaragua a suscribir dicho tratado debido a la ocupación militar estadounidense sobre el país centroamericano en aquel entonces. Ante esto, Colombia ratificó la validez de los tratados.

### SigloXXI

Mapa mostrando la delimitación establecida en el fallo de la Corte Internacional de Justicia del 19 de noviembre de 2012 sobre el litigio entre Nicaragua y Colombia por límites marítimos en el Mar Caribe occidental.

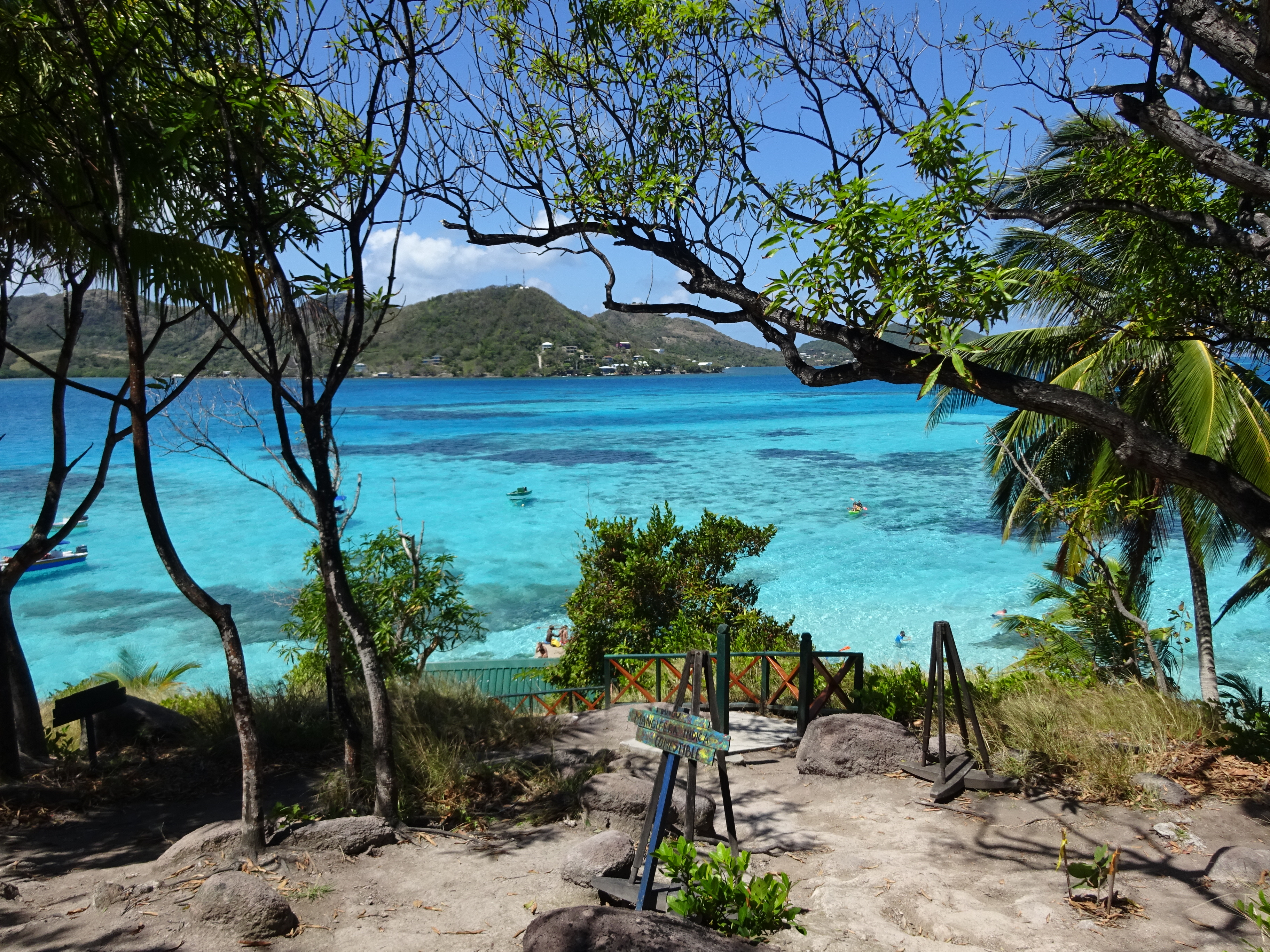
Cayo Cangrejo

Con la Constitución colombiana de 1991 se declararon las antiguas intendencias y comisarías como Departamentos, creándose así el Departamento Archipiélago de San Andrés, Providencia y Santa Catalina. Diez años más tarde la UNESCO declaró al Archipiélago de San Andrés, Providencia y Santa Catalina como Reserva de Biosfera Sea Flower.
Ese mismo año (2001), Nicaragua reafirmó su posición sobre la "nulidad" del Tratado suscrito en 1928, y presentó una demanda ante la Corte Internacional de Justicia de La Haya el 6 de diciembre, reclamando los territorios al oriente del meridiano 82, e incluyendo el archipiélago de San Andrés. En 2003 Colombia presentó ante la Corte una "excepciones preliminares", rechazando los argumentos nicaragüenses.
El 13 de diciembre de 2007, la Corte Internacional de Justicia dictó sentencia sobre las excepciones preliminares de Colombia. En dicha resolución, la Corte estableció que el Tratado de 1928 y el Protocolo de 1930 eran válidos y que por lo tanto la soberanía de Colombia sobre las islas de San Andrés, Providencia y Santa Catalina eran incuestionables, porque la situación había sido resuelta. Sin embargo, la Corte estableció que en cambio sí está abierta la cuestión relativa a la soberanía de los Cayos Roncador, Serrana y Quitasueño, los cuales no están incluidos en el Tratado de 1928, por haber estado entonces en disputa entre Colombia y los Estados Unidos y, asimismo, dejó abierto el tema sobre la delimitación de áreas marinas y submarinas entre los dos países.
El 19 de noviembre de 2012 la Corte Internacional de Justicia dictó sentencia sobre la demanda que presentó Nicaragua contra Colombia, argumentando que todo el archipiélago le pertenece a este último país, reafirmando así la soberanía de Colombia sobre las islas de San Andrés y Providencia junto con los cayos de Alburquerque, Roncador, Serrana, Bajo Nuevo, Quitasueño y Serranilla; sin embargo con este fallo Colombia perdió cerca del 43 % de su territorio marítimo en el Mar Caribe.
Ante tal situación el 27 de noviembre de 2012 Colombia denunció ante la OEA el Pacto de Bogotá, instrumento por cual Colombia reconocía la jurisdicción obligatoria de la Corte Internacional de Justicia. Después del retiro del Pacto de Bogotá, el presidente de Colombia Juan Manuel Santos afirmó que "Los límites no deben quedar en manos de una Corte", diciendo también que "dicho principio es compartido por otros países que han tomado la misma posición que hoy toma Colombia".
El fallo de la Corte Internacional de Justicia dado a conocer en 2012 avivó entre los isleños las ansias de autonomía, incluso con el objetivo de convertir a este territorio en una especie de estado libre asociado a Colombia; algo similar a lo que ocurre entre Estados Unidos y Puerto Rico, o como Andorra con respecto a España y Francia. Sin embargo algunos sectores de la población no están de acuerdo con esta idea y la han rechazado. El gobierno de Colombia no aceptó el fallo de La Haya ni tampoco lo reconoce.
El 17 de noviembre de 2020, el archipiélago fue bastamente golpeado por la fuerza del Huracán Iota, el cual durante su curso por esta, llegó a categoría 5 dejando a su paso daños materiales, el 98 % de la infraestructura de la islas de Providencia y Santa Catalina fueron arrasadas por este huracán dejándolos sin energía y sin comunicaciones, mientras que en la isla de San Andrés los daños fueron menores pero con falta de comunicaciones y electricidad.

## Organización territorial

Las tres islas principales del Archipiélago de mayor a menor tamaño: San Andrés, Providencia y Santa Catalina. Juntas suman un área de 44 kilómetros cuadrados.

San Andrés y Providencia cuenta con un régimen administrativo especial. La isla de San Andrés es una área no municipalizada, es la capital del departamento y está organizada en cuatro centros poblados: La Loma, San Luis, North End y Punta Sur. Tan solo existe un municipio: Providencia. La sede de la gobernación y la asamblea departamental se encuentran ubicadas en el centro poblado: North End, al norte de la isla de San Andrés, que es el área de mayor densidad poblacional de la isla con más de 6000 hab/km². 
Judicialmente el departamento está agrupado en dos círculos notariales cuyas sedes son San Andrés y Providencia con tres notarías; la cabecera del círculo principal de registro con jurisdicción sobre todo el archipiélago está ubicado en la primera; el departamento conforma la circunscripción electoral de San Andrés, Providencia y Santa Catalina.
A partir de la asamblea constituyente se erige como uno de los 32 departamentos de Colombia, arrogándose para sí todos los bienes y derechos respectivos a esta titulación, tal cual como está consignado en los artículos 309 y 310 de la Constitución Política de Colombia (CPC) de 1991. Desde ese momento, en el departamento del Archipiélago de San Andrés, Providencia y Santa Catalina se eligen, mediante la elección popular, quienes pasarán a ocupar cargos públicos en las corporaciones regional de este departamento. Una particularidad del sistema político del Archipiélago radica en su diseño electoral. En este departamento, la isla de Providencia, como único municipio, es la única circunscripción que elige Alcalde y Concejales; mientras que el censo electoral correspondiente al Archipiélago en su totalidad, eligen Gobernador y los miembros de la Asamblea de diputados.

## Geografía

Islas, cayos y bancos que componen el Archipiélago de San Andrés y Providencia.

El departamento es el único del país sin territorio continental. Se corresponde al archipiélago del mismo nombre que se trata de un conjunto de islas, cayos e islotes localizados sobre una plataforma volcánica del mar Caribe suroccidental.
Todo el archipiélago posee una extensión de 350 000 km² de mar. La extensión de su tierra firme suma 44 km² (sin contar los numerosos cayos e islotes), lo que lo hace el departamento más pequeño de Colombia en superficie y el de mayor densidad poblacional del país con 1603.5 hab./km². Si se compara con una isla del Caribe como Carriacou, que tiene una extensión de 34 km² y una población de 4595 personas según un censo de 1991 con una densidad de 135 personas por km², se entiende la desproporción. Por otra parte, si se compara con una isla como Java que tiene una extensión de 132 000 km², una población de 160 millones de habitantes con una densidad de 1098 hab/km² la situación de San Andrés es de relativa normalidad.
Las dos islas principales (San Andrés y Providencia) presentan relieves y constitución de rocas diferentes: la primera es producto de sedimentos calizos recientes, mientras la segunda proviene de un volcán andesítico extinguido durante el período del mioceno medio y superior.
El relieve de San Andrés está conformado por una serranía longitudinal de norte a sur con bosques cocoteros cuya elevación máxima es La Loma de 85 m. Providencia es de relieve de colinas con elevaciones hasta de 350 m (Alto Pick) sobre el nivel del mar. Santa Catalina, separada de la anterior por un canal de 150 m de ancho, es relativamente quebrada y su altura máxima es de 133 m s. n. m.
Los cayos son pequeños afloramientos de arrecifes coralinos formados principalmente por arenas calcáreas, algunas veces con vegetación de cocoteros y yerbas altas.

## Clima

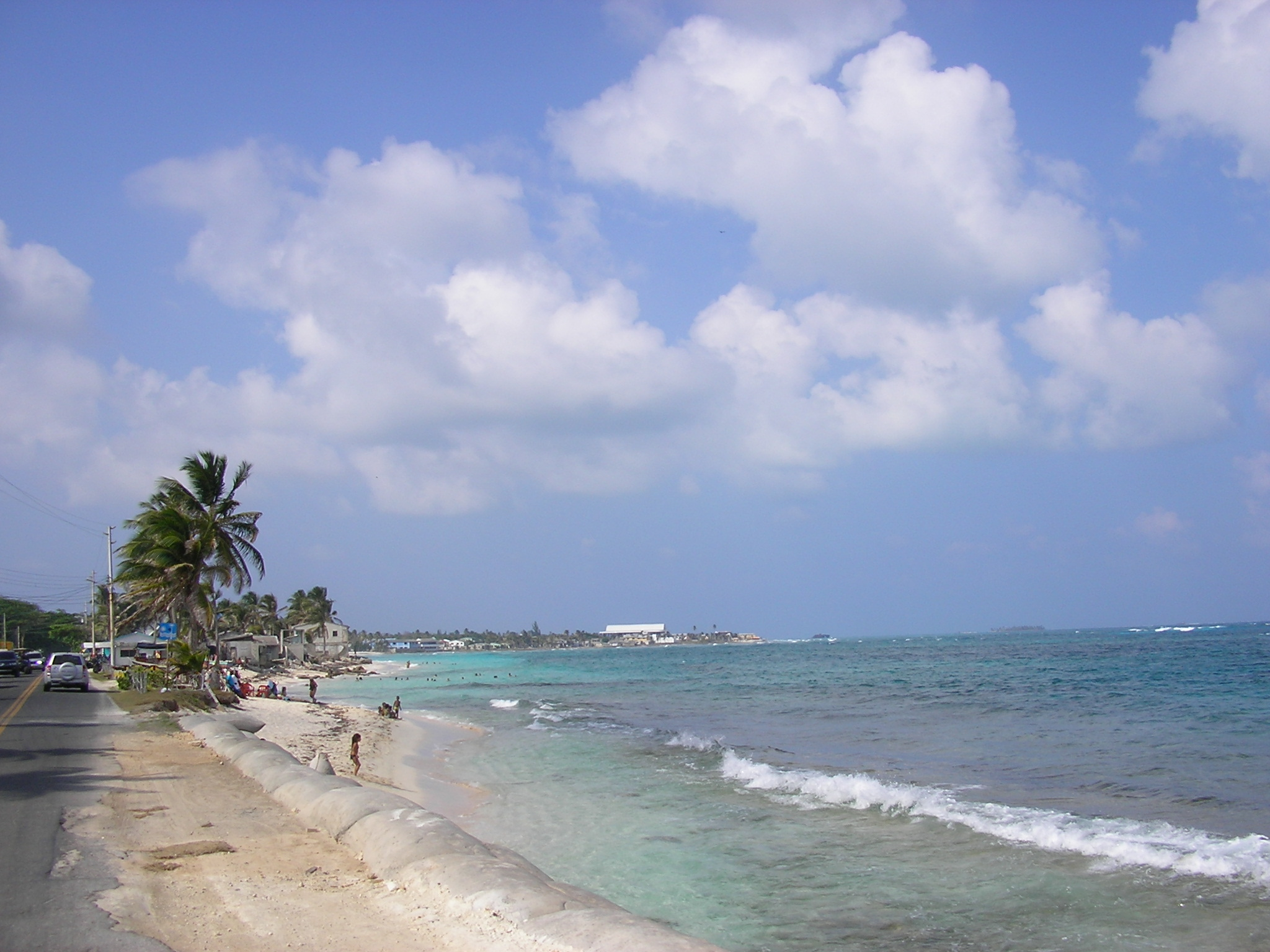
Playa de San Andrés

En el archipiélago, la temporada de lluvia es muy caliente y nublada. La temporada seca es caliente y parcialmente nublada (enero-abril). Durante el transcurso del año, la temperatura generalmente varía de 26 °C a 30 °C y rara vez baja a menos de 25 °C o sube a más de 31 °C. Las precipitaciones anuales superan los 1900 mm, con más de 200 días de precipitación. La región es propicia a los huracanes más intensos (categorías IV y V) y a las olas de calor enmarcadas bajo el efecto del cambio climático.

## Demografía y etnografía
| Evolución de la población del departamento de San Andrés, Providencia y Santa Catalina (1847-2025) |
| |
| Población según censo. Población según proyección.Fuente: Statoids. DANE.                          |

Para el 2005 el Departamento Administrativo Nacional de Estadística (DANE) registró una población de 70.554 habitantes en todo el territorio del Archipiélago con predominio del grupo afroamericano antillano el cual constituye el 56,98 % y tiene características culturales únicas y su propia lengua. Dicho grupo humano es conocido como raizal. El 42.91 % de la población es de mestizos y blancos, el 0.1 % de amerindios o indígenas y el 0,15% de gitanos, estos últimos grupos humanos llegados al Archipiélago sobre todo a partir de la segunda mitad del siglo XX especialmente de la Colombia continental y extranjeros principalmente de Alemania, España, Italia, Noruega, Finlandia, Rusia, China, Venezuela, Ecuador, Brasil, Argentina entre otros.
| Isla                          | Población Censo 2005  | Superficie | Densidad      |
| ----------------------------- | --------------------- | ---------- | ------------- |
| San Andrés                    | 65 627                | 26 km²     | 2524,11 h/km² |
| Providencia                   | 4927                  | 17 km²     | 289,82 h/km²  |
| Santa Catalina                | 200 habitantes aprox. | 1 km²      | -             |
| Otros cayos e islotes menores | Deshabitados          | 8,5 km²    | -             |
| Total                         | 70 554                | 52,5 km²   | 1343,88 h/km² |

### Composición étnica
Según las cifras presentadas por el DANE del censo 2005, la composición etnográfica del departamento es:
- Sin pertenencia étnica (mestizos y blancos): (42,9%)
- Raizal (39,4 %)
- Negro, mulato, afrocolombiano o afrodescendiente (17,6%)
- Indígenas (0,1 %)

### Idioma
Según el artículo 10 de la constitución de Colombia, son oficiales tanto el español y la lengua criolla de San Andrés y Providencia, el criollo sanandresano (Creole English), hablado por la población del archipiélago.
Aunque el idioma oficial del archipiélago es el español, vale la pena señalar que San Andrés y Providencia es un lugar privilegiado lingüísticamente en Colombia, ya que cuenta con una población en su gran mayoría trilingüe. El nativo generalmente habla y escribe español, así como inglés; y entre sus similares se comunica en criollo sanandresano.
Tanto el idioma español como el inglés están presentes en establecimientos educativos públicos y privados, además de que la educación bilingüe es habitual.

### Inmigración
El más reciente censo general de la nación, realizado por el Departamento Administrativo Nacional de Estadística de Colombia (DANE), presenta los siguientes resultados acerca del país de nacimiento de los habitantes del Archipiélago de San Andrés, Providencia y Santa Catalina:
| N.º        | País           | Población |
| ---------- | -------------- | --------- |
| 1          | Venezuela      | 360       |
| 2          | Panamá         | 51        |
| 3          | Nicaragua      | 44        |
| 4          | Estados Unidos | 40        |
| 5          | Líbano         | 23        |
| 6          | Italia         | 12        |
| 7          | España         | 9         |
| 7          | Alemania       | 9         |
| 7          | Costa Rica     | 9         |
| No informa | No informa     | 22        |
| Otros      | Otros          | 73        |
| Total      | Total          | 652       |

## Economía

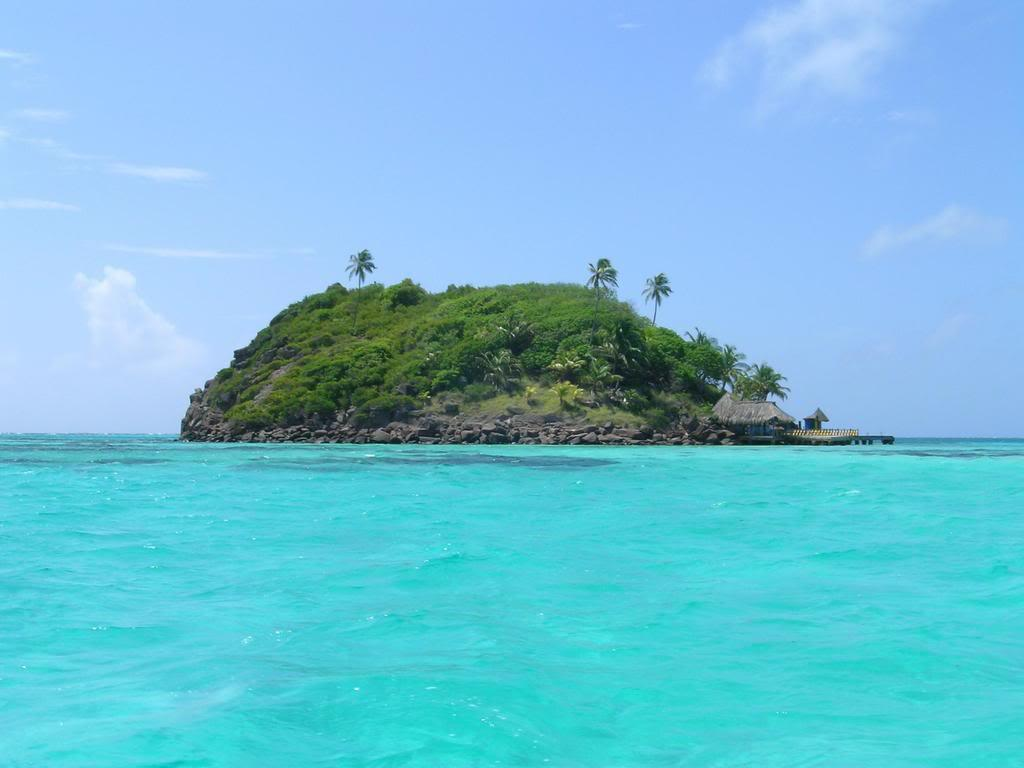
Cayo Cangrejo cerca de la isla de Providencia.

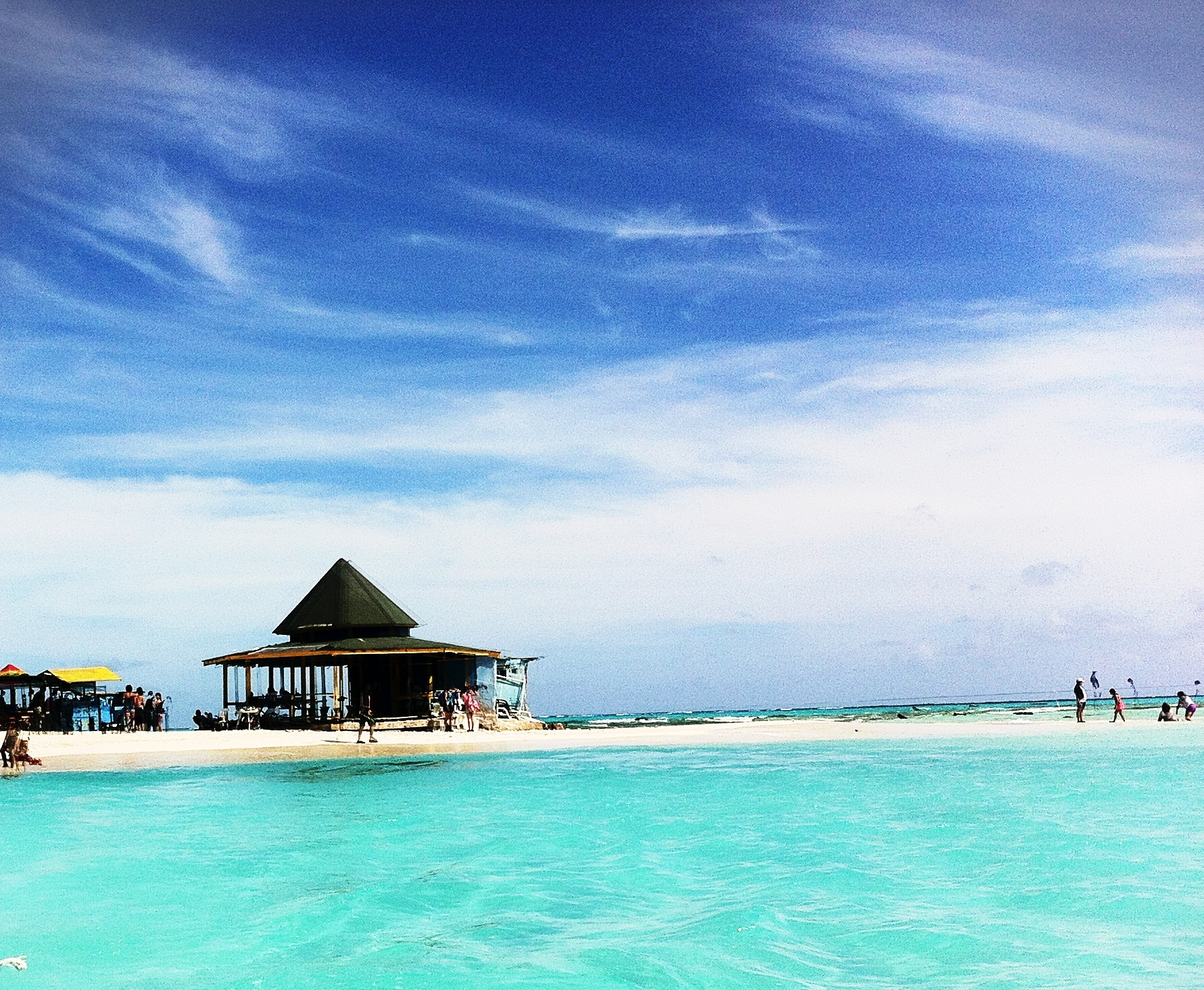
Cayo Acuario.

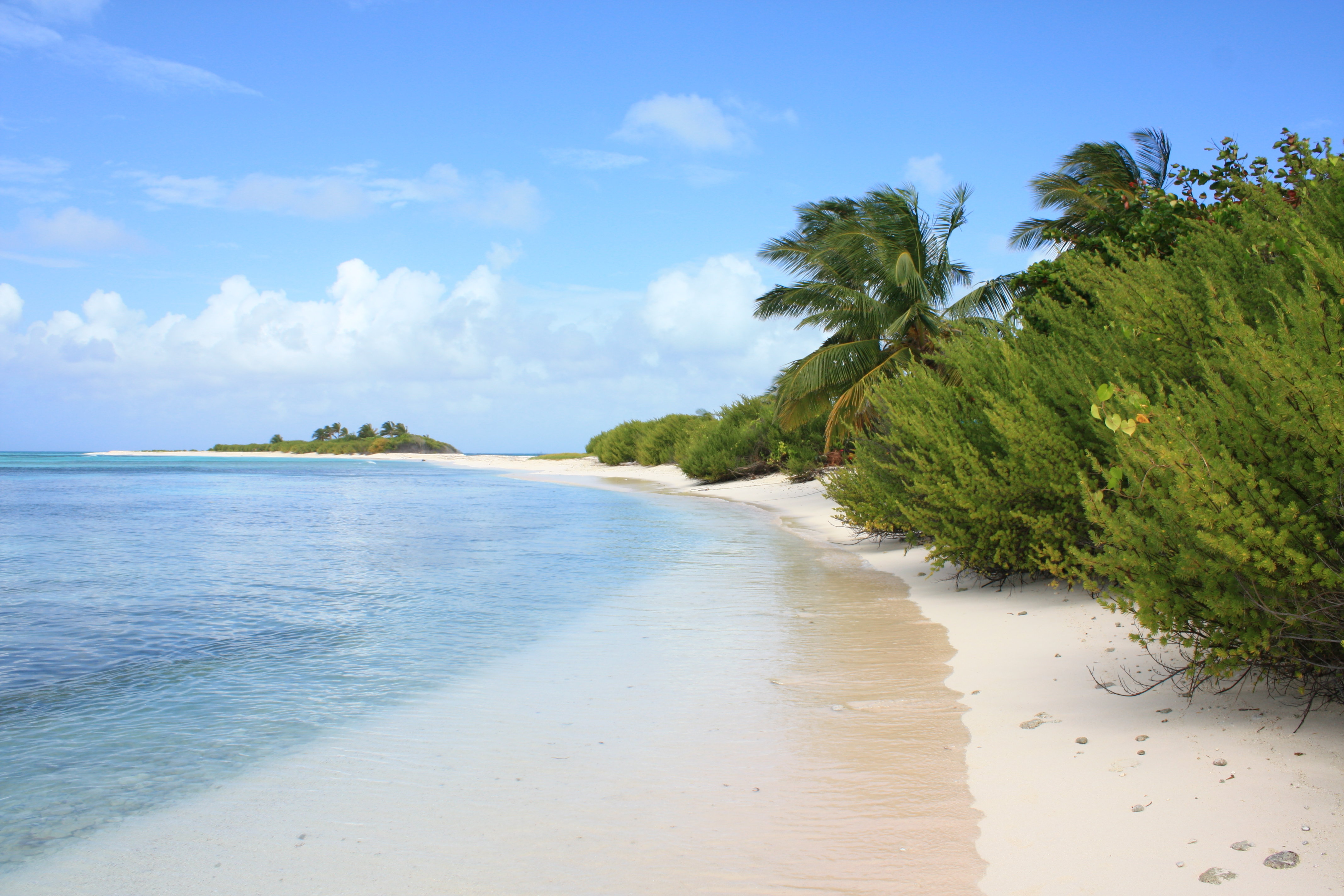
Cayo Bolívar.

La economía del departamento se basa principalmente en el turismo y el comercio; diariamente llegan a las islas varios aviones procedentes de diferentes ciudades colombianas y algunos del exterior con turistas en busca de esparcimiento y descanso; las anteriores actividades son complementadas por las propias de la agricultura y la pesca de subsistencia, que son insuficientes para abastecer las islas y ello hace que del interior del país se deban importar la mayor parte de los víveres de consumo cotidiano, tanto para los naturales como para los turistas. Antiguamente se explotaban comercialmente diversos productos agrícolas, principalmente el coco, además de algodón, maíz, aguacate, caña de azúcar, mango, Naranja, ñame, noni, yuca, papaya, batata, piña, frijol, tabaco y frutas; producciones que fueron decayendo a través de los años por daños en el suelo y urbanización de muchas áreas.
Con la declaración del puerto libre y las migraciones posteriores tanto de la población del interior (Bolívar, Atlántico, Antioquia) como extranjeros (Medio Oriente) se impulsó la actividad turística y comercial, incentivadas por los bajos costos que tenían las mercancías. Con ello, aumentó el transporte aéreo y marítimo a la isla, que durante las temporadas altas es visitada por una gran cantidad de turistas.

### Turismo
Las principales atracciones turísticas del Archipiélago de San Andrés, Providencia y Santa Catalina son:
- Hoyo Soplador (Blowing Hole).
- Iglesia bautista de La Loma. (First Baptist Church).
- Cayos Johnny, Acuario, Haynes, Courtown y Crab.
- Barrio de San Luis, donde reside la mayoría de la población raizal.
- Cueva de Morgan.
- Laguna Big Pond.
- Puerto de El Cove.
- Parque nacional natural Old Providence McBean Lagoon.
- The Peak, lugar que ofrece una vista inmejorable del mar Caribe.
- La Cabeza de Morgan, en la isla de Santa Catalina.
- El árbol casa (Lair tree).
- Jardín Botánico.

## Educación
El archipiélago tiene el menor índice de analfabetismo del país. Dos universidades tienen sede en la isla de San Andrés (la sede Caribe de la Universidad Nacional de Colombia y la Universidad Tecnológica de Pereira), un centro técnico y próximamente un Centro de Desarrollo Turístico donado por la Universidad Politécnica de Valencia.

## Cultura

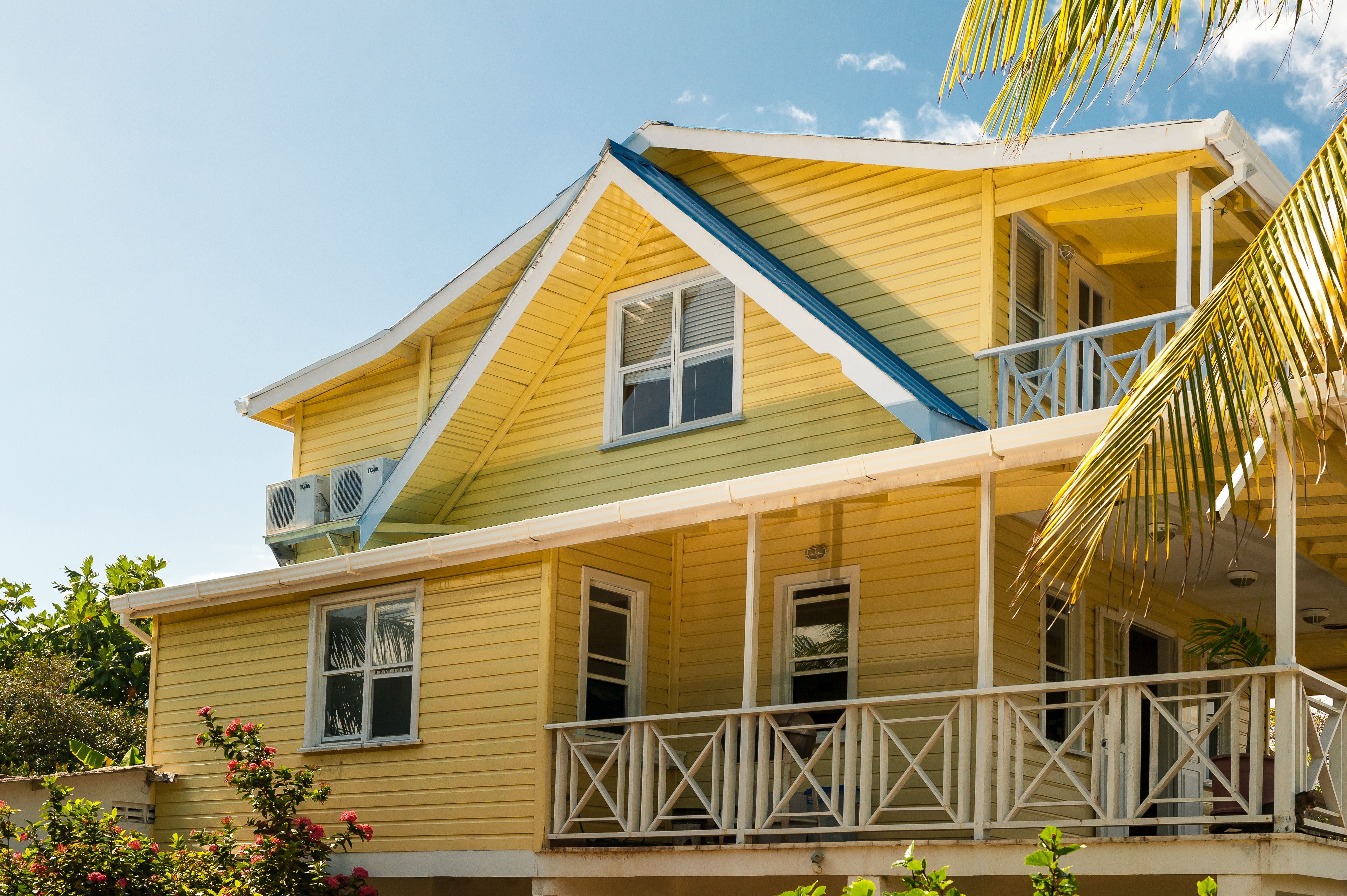
Casa típica en la isla de San Andrés.

### Gastronomía
La gastronomía del archipiélago está basada en el pescado como el pargo rojo, caracol, langosta y cangrejo. Estos platos vienen generalmente acompañados con coco, plátano, yuca y leche de coco. El plato más tradicional es el rondón, una especie de cazuela de pescado y caracol cocidos lentamente en leche de coco, con yuca, ñame, pescados y el dumpling, una torta hecha a base de harina de trigo. Otros platos típicos son la sopa de cangrejo, los patis, las fish balls (bolitas de pescado), el pan bun (o bon), árbol del fruto del pan, crab backs, patacones y variedad de pescados.

### Religión

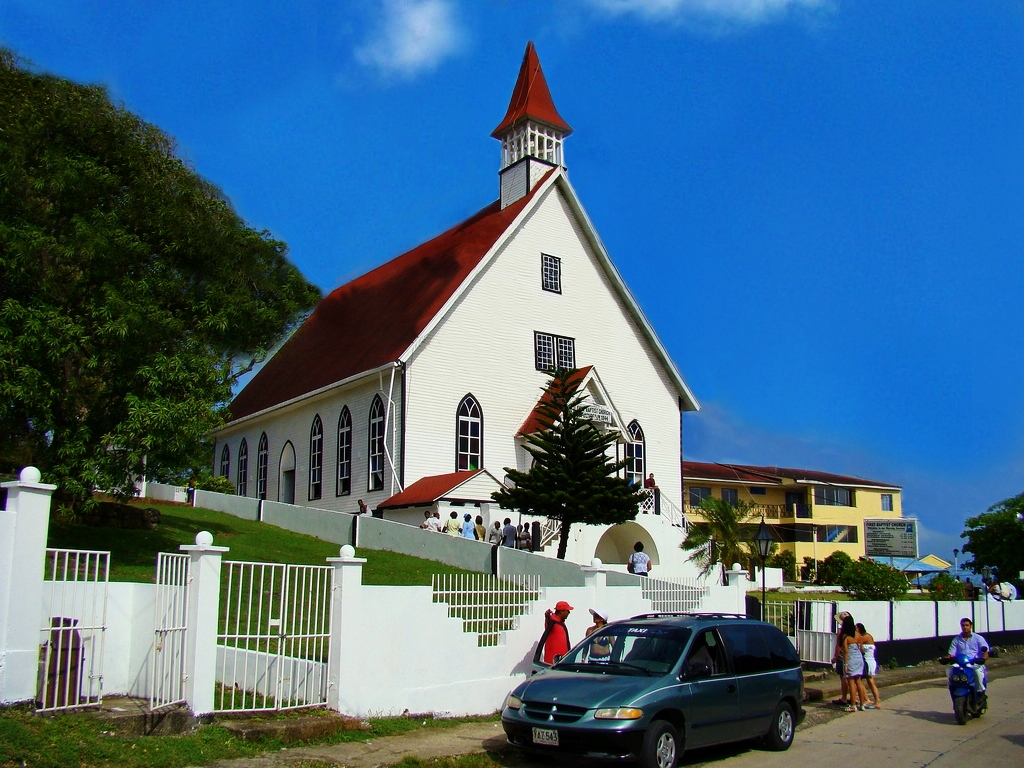
Iglesia Bautista en San Andrés.

San Andrés cuenta numerosos cultos religiosos, entre ellos católicos, bautistas (iglesia predominante y mayoritario entre los raizales), adventistas, pentecostales y otros grupos protestantes, testigos de Jehová y además musulmanes y judíos; cuyas religiones cuentan respectivamente con mezquita y sinagoga en la isla de San Andrés.

### Deporte
- Náuticos: Las aguas del archipiélago son aptas para la natación, ya sea en la isla o en los cayos cercanos. En la playa de la bahía Sardinas de San Andrés se puede contratar servicio de lancha colectiva o expreso para ir a estos últimos, ya que aproximadamente a kilómetro y medio de distancia y a 10 minutos en lancha está Johnny Cay, y a 20 minutos están Acuario y Haynes Cay. También se puede contratar la vuelta a la isla en lancha o viajes especiales a los cayos Bolívar y Alburquerque, que aunque ubicados a una distancia bastante mayor, son parajes propicios para el buceo de inmersión.

- Buceo: San Andrés y Providencia cuentan con numerosas zonas de inmersión para diferentes especialidades. Los equipos para realizar esta actividad se pueden alquiler o comprar, y varios centros profesionales ofrecen cursos para principiantes y organización de excursiones de inmersión. Hay varios lugares en donde se puede alquilar un sunfish o una tabla a vela. Y si prefiere navegar en embarcaciones más grandes, también se organizan excursiones en velero, tanto diurnas como nocturnas.

- Fútbol: San Andrés y Providencia contará por primera vez en su historia con equipos profesionales de fútbol, tanto en masculino como en femenino, luego de conocerse la noticia que el equipo de Floridablanca (Santander) cambiará de sede en 2019 para representar, desde ese año, al archipiélago en el fútbol profesional colombiano, renombrando el equipo de Real Santander, como era conocido, a Real San Andrés durante 3 temporadas (hasta el 2021). El equipo masculino jugará la Primera B, en tanto que el equipo femenino jugará la Liga Profesional Femenina.

- Baloncesto: Es el deporte más popular en el departamento, al menos en la parte de San Andrés, quien ha tenido múltiples equipos profesionales de baloncesto a lo largo de la historia de la Liga Profesional de Colombia; incluso, uno de sus representantes (The Warriors) llegó a la final en 1994 perdiendo la serie con Búcaros de Santander (en ese tiempo llamado Leopardos). En la actualidad Búcaros (quien tuvo que emigrar del departamento de Santander en 2017 debido a la falta de apoyo) los representa desde el 2018 bajo el nombre de "Warriors" en la liga profesional, además de otros equipos que los representa como Barrack, Brooks Hill, North End y Sound Bay. Anteriormente, equipos como Islanders, Caribbean Heat y Bayside los han representado en el torneo profesional de baloncesto.

### Festividades
- Festival del Cangrejo: Se caracteriza por la creación de una carroza de más de 30 metros, hay muestras artísticas y es la excusa perfecta para probar diferentes preparaciones de este crustáceo.
- Carnaval del Coco: Se realiza del 27 al 30 de noviembre, coincidiendo con el onomástico de San Andrés. Se efectúa el «Reinado del Coco», certamen en el cual participan varios países de la costa atlántica e islas vecinas.[11]
- Festival de la Luna Verde (The green moon festival): Dedicado en gran parte a la música reggae y calipso.